# Vujicsics együttes
A Vujicsics Együttes a magyarországi délszláv nemzetiségek (elsősorban a szerbek és horvátok) népzenei hagyományait ápoló zenekar, mely 1974-ben alakult Pomázon. Az együttes névadója Vujicsics Tihamér zeneszerző, népzenekutató, a zenekar egyik legfontosabb segítője volt, akinek 1975-ös halála után vették fel a nevét.

## Története

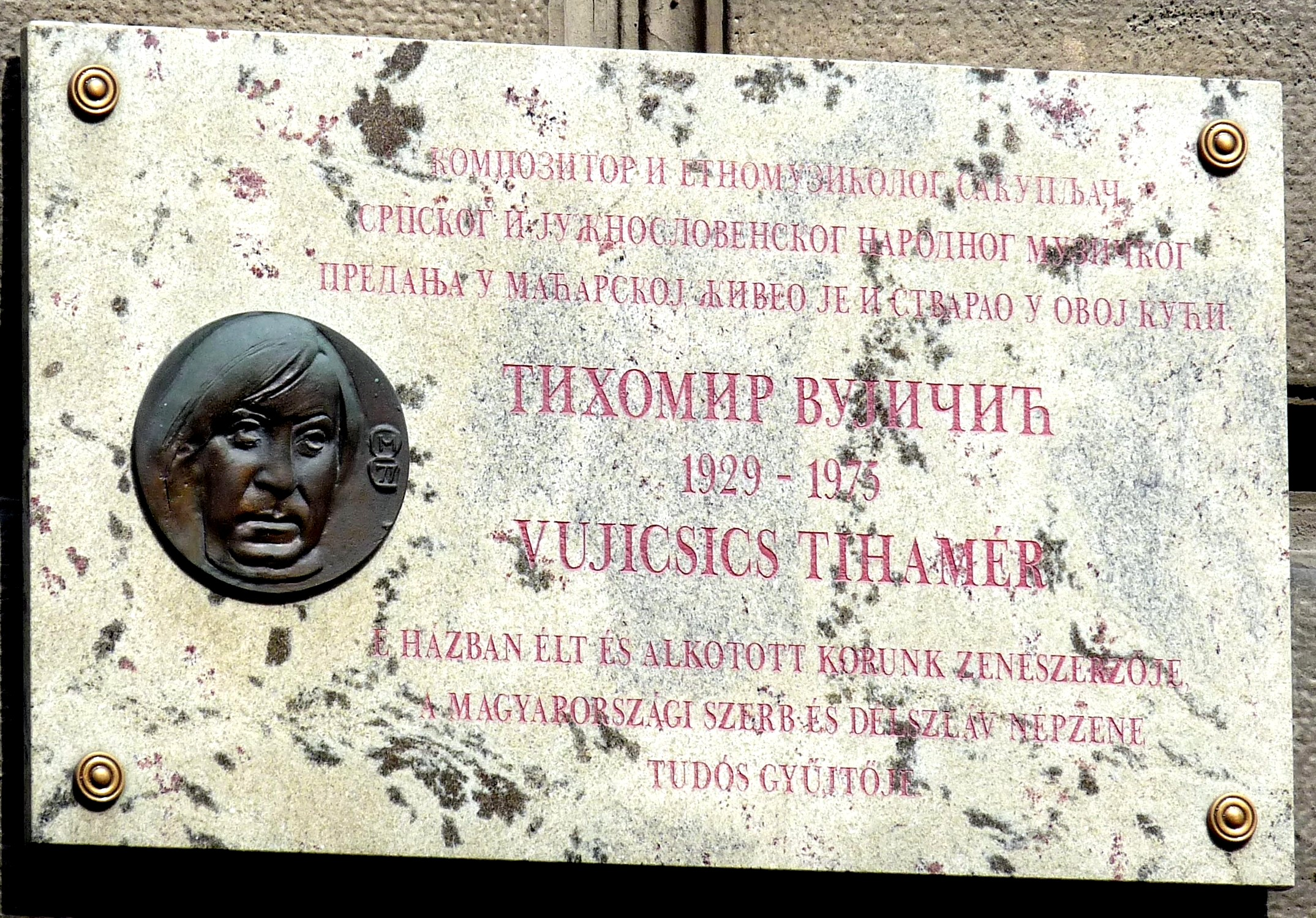
Vujicsics Tihamér, a zenekar névadójának emléktáblája a Váci utcában

A zenekar alapító tagjai, Győri Károly, Szendrődi Ferenc, Eredics Kálmán, Eredics Gábor, Borbély Mihály, Brczán Miroszláv és Nyári Iván egy pomázi fúvószenekarban ismerték meg egymást. Az együttes 1974-ben a Pomázi Nemzetiségi Táncegyüttes zenekaraként alakult meg, majd 1975-ben felvették a tevékenységüket támogató Vujicsics Tihamér népzenekutató nevét, aki abban az évben hunyt el repülőgép-szerencsétlenségben. Kezdetben a Budapest környéki szerbek népzenéjét adták elő, majd a Duna-menti, illetve a dél-magyarországi horvát népzenével is foglalkozni kezdtek. A zenekar minden tagjának volt nemzetiségi kötődése: az Eredics testvérek dédapja szerb pap volt Csobánkán, Győri Károlynak dalmát, Borbély Mihálynak szlovák, Nyári Ivánnak szerb felmenői vannak.
1977-ben felléptek a Magyar Televízió tehetségkutató műsorában, a Ki mit tud?-on, ahol első díjjal jutalmazták előadásukat. 1977 után Nyári Iván kivált a zenekarból.
1981-ben elkészült bemutatkozó lemezük, amely archív felvételek és Vujicsics Tihamér gyűjtéseinek felhasználásával készült, s elnyerte az év hanglemezének járó díjat.
A koncertfellépések mellett rendszeresen zenéltek budapesti és vidéki táncházakban is.
Repertoárjukban kevés saját gyűjtés van, főleg a Pécsi Rádió archívumából származó és Vujicsics Tihamér által gyűjtött anyagot dolgozták fel, de Bartók gramofonfelvételeit is tanulmányozták, illetve jugoszláviai tanulmányúton vettek részt.
Az együttes tagjai 1998-ban létrehozták a Vujicsics Egyesületet, mely a délszláv és más népek zenei tradícióinak megőrzését, annak minél szélesebb körben való megismertetését tűzte ki céljául.
2004-ben Eredics Áron, Eredics Kálmán fia is a zenekar tagja lett.
2006 nyarán elhunyt az együttes alapító szólistája, Győri Károly, akinek helyére 2007-ben Vizeli Balázs hegedűs lépett.
1999-ben 25 éves jubileumi koncertet tartottak a Zeneakadémián, melynek dalai lemezen is megjelentek.
2005. április 20-án, harmincéves fennállásuk alkalmából a Nemzeti Hangversenyteremben jubileumi koncertet adtak, melyet a Bartók Rádió élőben közvetített.
2014-ben, a megalakulás 40. évfordulója alkalmából koncertsorozatot tartottak, melynek égisze alatt többek között Belgrádban, Zágrábban, Párizsban, a budapesti Zeneakadémián, a Művészetek Palotájában léptek fel. A Zeneakadémián tartott jubileumi koncerten vendégként Kokas Katalin, Kelemen Barnabás és Istvánfi Balázs is szerepelt. Ugyanabban az évben Kossuth-díjjal jutalmazták munkásságukat.
Az együttes szoros kapcsolatot ápol a Söndörgő együttessel, melynek tamburása a Vujicsics-tag Eredics Áron, illetve a többi tagot is rokoni szálak fűzik Eredics Gáborhoz és Kálmánhoz.
Munkásságuk során olyan előadókkal dolgoztak együtt, mint Sebő Ferenc, Sebestyén Márta, Szörényi Levente, Tolcsvay László, a Ghymes, valamint Miquèu Montanaro francia zeneszerző.
Az évek során az együttes számos hazai helyszínen lépett fel, de külföldön is sokszor zenéltek (Szovjetunió, mindkét Németország, Ausztria, Dánia, Ausztrália, Anglia, Jugoszlávia, Francia-, Olasz- és Spanyolország).

## Színház, film és rádió
Alakulásuk óta több színházi produkcióban és filmben működtek közre, továbbá hallhatók voltak rádiójátékokban is.
- Színház:
  - 1977–78: Szentendrei Teátrum – Templom-téri játékok (R.: Kerényi Imre)
  - 1977–78: Szentendrei Teátrum – Tévedések vígjátéka (R.: Kerényi Imre; Szentendre, Fő tér)
  - 1997–2000: Nemzeti Színház – Tévedések vígjátéka (R.: Bruck János; Szentendre, Fő tér)
  - 2000–2001: Madách Színház – Beszterce ostroma (R.: Nagy Viktor; Vujicsicsék mint a „lapusnyai banda”)
  - 2002–2003: Vígszínház – Legenda a lóról (R.: Marton László)
  - 2002–2007: Vígszínház – A revizor (R.: Valló Péter)
  - 2008: Thália Színház – Hát, parancsoljon Szakulába! (R.: Lazar Pajtić)
  - 2005–2009: Pesti Színház – Négy lába van a lónak (R.: Eszenyi Enikő)
- Film:
  - 1979: Csontváry (R.: Huszárik Zoltán)
  - 1981: Vujicsics Együttes (R.: Molnár György)
  - 1983: Mennyei seregek (R.: Kardos Ferenc)
  - 1988: Hanna háborúja (R.: Menahem Golan)
  - 1989: Az én XX. századom (R.: Enyedi Ildikó)
  - 1994: Húszéves a Vujicsics együttes 1–2. – koncertfilm (R. Szomjas György)
  - 1997: Egy tél az Isten háta mögött (R.: Can Togay)
  - 2001: Vujicsics – koncertfilm (R.: Kázsmér Kálmán)
  - 2005: Harmincéves a Vujicsics együttes (tv-film) (R.: Petrovics Eszter)
- Rádiójáték:
  - 1980: Jovan Sterija Popović – Hazafiak
  - 1982: Ivo Brešan – Díszvacsora a temetkezési vállalatnál (R.: Pós Sándor)[11]
  - 1986: Antun Šoljan – Aki megmentette Hollandiát
  - 2000: Ivo Andrić – Híd a Drinán
  - 2007: Bratka László – Csárdás kisangyalok (R.: Magos György)[12]

## Tagok
- Borbély Mihály (szaxofon, klarinét, tárogató, furulya, okarina, dvojnice, brácstambura)
- Brczán Miroszláv (csellótambura, brácstambura, ének)
- Eredics Áron (prímtambura, basszprímtambura, csellótambura, tarabuka, tapan, ének)
- Eredics Gábor (basszprímtambura, harmonika, ének)
- Eredics Kálmán (nagybőgő, tarabuka)
- Szendrődi Ferenc (prímtambura, brácstambura, szamica)
- Vizeli Balázs (hegedű)

### Korábbi tagok
- Nyári Iván (harmonika,[7] 1974–77)
- Győri Károly (hegedű, tambura; 1974–2006)

## Lemezek
1981 óta az együttes 11 önálló lemezt adott ki és számos válogatásalbumon szerepelt.
- 1981: Délszláv népzene
- 1986: Somogyi szomszédok
- 1988: Szerb és horvát népzene (Hungaroton)
- 1988: Szerb és horvát népzene (Hanibal licence)
- 1997: Samo sviraj
- 1997: Szerb és horvát népzene
- 1999: Vujicsics 25 (Ünnepi koncert a Zeneakadémián)
- 2000: Délszláv népzene (Hungaroton Classic)
- 2001: Podravina (Vujicsics Egyesület)
- 2005: Az utolsó garabonciás. In memoriam Vujicsics Tihamér
- 2005: Szerb és horvát népzene (Hungaroton Records)

## Díjak és elismerések
- 1977: Ki mit tud? – Népzene-kategória I. díj
- 1981: Az év hanglemeze
- 1986: PRO URBE SZENTENDRE
- 1986: Pest megye Közművelődéséért-díj
- 1995: Pomázért-díj
- 1999: Kisebbségekért-díj
- 1999: Szent Száva-díj
- 1999: Líra-díj
- 2000: Pest megye Művészetéért-díj
- 2000: eMeRTON-díj
- 2005: Miniszteri Elismerő Oklevél – NEKÖM
- 2009: Pest megye Népművészetéért-díj
- 2014: Kossuth-díj
- 2024: Pomáz Díszpolgára díj[14]